# Лужки (Лужский район)
Лужки — деревня в Мшинском сельском поселении Лужского района Ленинградской области.

## История
ЛУЖКИ — деревня принадлежит Ораниенбаумскому дворцовому правлению, число жителей по ревизии: 12 м. п., 19 ж. п. (1838 год)

Как деревня Ручьи она отмечена на карте профессора С. С. Куторги 1852 года.

ЛУЖКИ — деревня Ораниенбаумского дворцового правления, по просёлочной дороге, число дворов — 7, число душ — 16 м. п. (1856 год)

ЛУЖКИ — деревня Дворцового ведомства при реке Ящере, число дворов — 5, число жителей: 16 м. п., 19 ж. п. (1862 год)

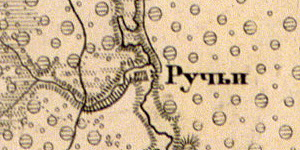
Деревня Лужки на карте 1863 года

Согласно карте из «Исторического атласа Санкт-Петербургской Губернии» 1863 года деревня называлась Ручьи.
В XIX — начале XX века деревня административно относилась к Луговской волости 1-го земского участка 1-го стана Лужского уезда Санкт-Петербургской губернии.
По данным «Памятной книжки Санкт-Петербургской губернии» за 1905 год, деревня Лужки входила во Владычкинское сельское общество.
По данным 1933 года деревня Лужки входила в состав Пехенецкого сельсовета Красногвардейского района.
Деревня была освобождена от немецко-фашистских оккупантов 4 февраля 1944 года<.
По данным 1966, 1973 и 1990 годов деревня Лужки входила в состав Мшинского сельсовета.
В 1997 году в деревне Лужки Мшинской волости проживали 2 человека, в 2002 году — 10 человек (русские — 90 %).
В 2007 году в деревне Лужки Мшинского СП проживали 4 человека.

## География
Деревня расположена в северной части района на автодороге 41К-678 (Красный Маяк — выход на автодорогу «Псков»), к востоку от посёлка Мшинская.
Расстояние до административного центра поселения — 15 км.
Расстояние до ближайшей железнодорожной станции Мшинская — 23 км.
Деревня находится на правом берегу реки Ящера.

## Демография
| 1838 | 1862 | 1997 | 2007 | 2010 | 2017 |
| ---- | ---- | ---- | ---- | ---- | ---- |
| 31   | ↗35  | ↘2   | ↗4   | ↗5   | ↘3   |

## Фото

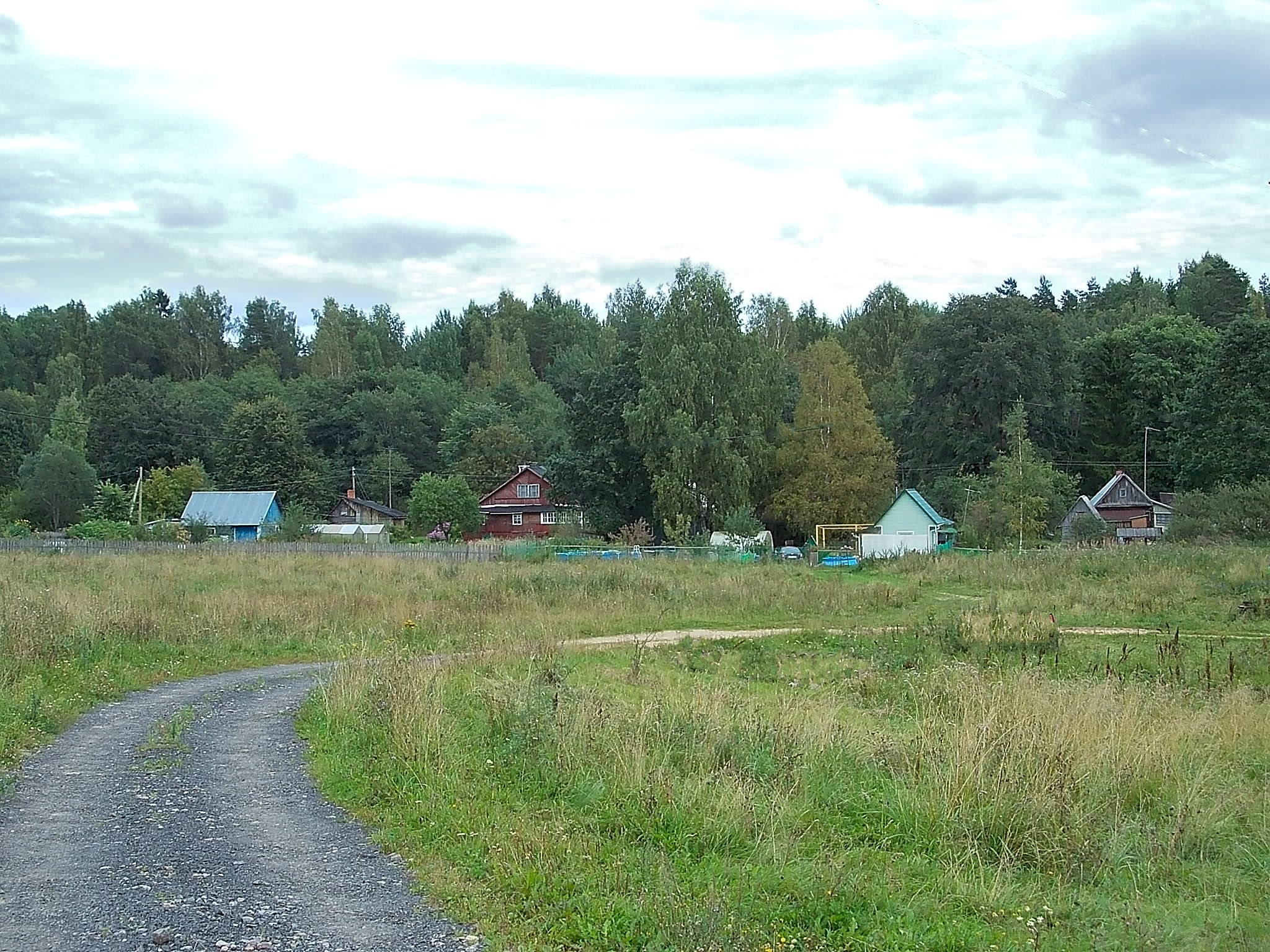
Вид на деревню Лужки. 2017 год